# Адолф Етолин
Адолф Карлович Етолин (Арвид Адолф Етолен) (на руски: Адольф Карлович Этолин; на фински: Arvid Adolf Etholén) е руски изследовател на Аляска от фински произход.

## Ранни години (1799 -1818)
Роден е на 9 януари 1799 година в Хелсингфорс (днес Хелзинки), Финландия, в семейство на административен чиновник. На 1 август 1817 постъпва като гардемарин във флота и е зачислен в екипажа на кораба „Камчатка“, на който Василий Головнин предприема плаване до Руска Америка.

## Изследователска дейност (1818 – 1836)
През юли 1818 постъпва на служба в Руско-американската компания. Дълги години участва в астрономическите измервания на множество острови по крайбрежието на Аляска и в северната част на Тихия океан.
От 1819 до 1824 командва корабите „Баранов“ и „Байкал“ и през този период неколкократно доставя зърно на бедстващите жители на форт Рос. С фрегата „Крайцер“ на 5 август 1825, след осемгодишно отсъствие се връща в Петербург. На 1 март 1826 отново постъпва на служба в Руско-американската компания и през Сибир и Охотск на 22 септември пристига в Новоархангелск. Отново продължава геодезическата и картографската си дейност, като командвайки корабите „Чичагов“ и „Байкал“ описва и картира големи части от бреговете на Берингово и Охотско море.
През 1828 основава търговски пост на остров Уруп (Курилските о-ви). През 1833 изследва крайбрежието на залива Аляска, плава до Охотск и картира островите Уналашка и Атха. През 1836 посещава Чили.

## Следващи години (1836 – 1876)
На 23 ноември 1838 е произведен в чин капитан 2-ри ранг и назначен за управител на Руска Америка. По време на управлението си продължава изучаването на Аляска, Алеутските о-ви, устието на река Анадир и западното крайбрежие на Охотско море. Основава нови търговски центрове на реките Нулато и Юкон. Учредява ежегоден панаир, построява училище в Новоархангелск и ограничава разпространението на спиртни напитки сред индианците. Организира голяма изследователска експедиция в Аляска, ръководена от лейтенант Лаврентий Загоскин. На 16 май 1845 сдава поста на новия управител Михаил Тебенков и в началото на юли 1846 се завръща в Санкт Петербург.
До пенсионирането си е един от директорите на Главното управление на Руско-американската компания.
Умира на 29 март 1876 година в Елимяки, Финландия, на 77-годишна възраст.

## Памет
Неговото име носят:
- връх Етолин в южната част на остров Етолин от архипелага Александър, Аляска;
- залив Етолин (60°26′ с. ш. 166°09′ з. д. / 60.433333° с. ш. 166.15° з. д.) на Берингово море, на северното крайбрежие на остров Нунивак, Аляска;
- нос Етолин (58°48′ с. ш. 158°34′ з. д. / 58.8° с. ш. 158.566667° з. д.) в Аляска, на брега на залива Бристол, в устието на река Нушагак;
- нос Етолин (60°25′ с. ш. 166°08′ з. д. / 60.416667° с. ш. 166.133333° з. д.) на северното крайбрежие на остров Нунивак, Аляска;
- нос Етолин (45°47′ с. ш. 149°55′ и. д. / 45.783333° с. ш. 149.916667° и. д.) на югоизточното крайбрежие на остров Уруп от Курилските о-ви;
- остров Етолин (56°06′ с. ш. 132°22′ з. д. / 56.1° с. ш. 132.366667° з. д.) от архипелага Александър, Аляска;
- проток Етолин (60°20′ с. ш. 165°25′ з. д. / 60.333333° с. ш. 165.416667° з. д.), разделящ остров Нунивак от континента;
- улица „Адолф Етолин“ в град Ситка, Аляска.